# Space Launch Complex 34
| Space Launch Complex 34             | Space Launch Complex 34        |
| ----------------------------------- | ------------------------------ |
| SA-4 vor dem Start am 28. März 1963 |                                |
| Koordinaten                         | 28° 31′ 19″ N, 80° 33′ 41″ W   |
| Typ                                 | Orbital Launch Site            |
| Betreiber                           | U.S. Space Force               |
| Launch Pads                         | 1                              |
| Min. Inklination                    | 28°                            |
| Max. Inklination                    | 57°                            |
| Raketen                             | Saturn                         |
| Erster Start                        | 27. Oktober 1961 (Apollo SA-1) |
| Letzter Start                       | 11. Oktober 1968 (Apollo 7)    |
| Starts insgesamt                    | 7                              |
| Status                              | inaktiv                        |
| CCAFS                               |                                |

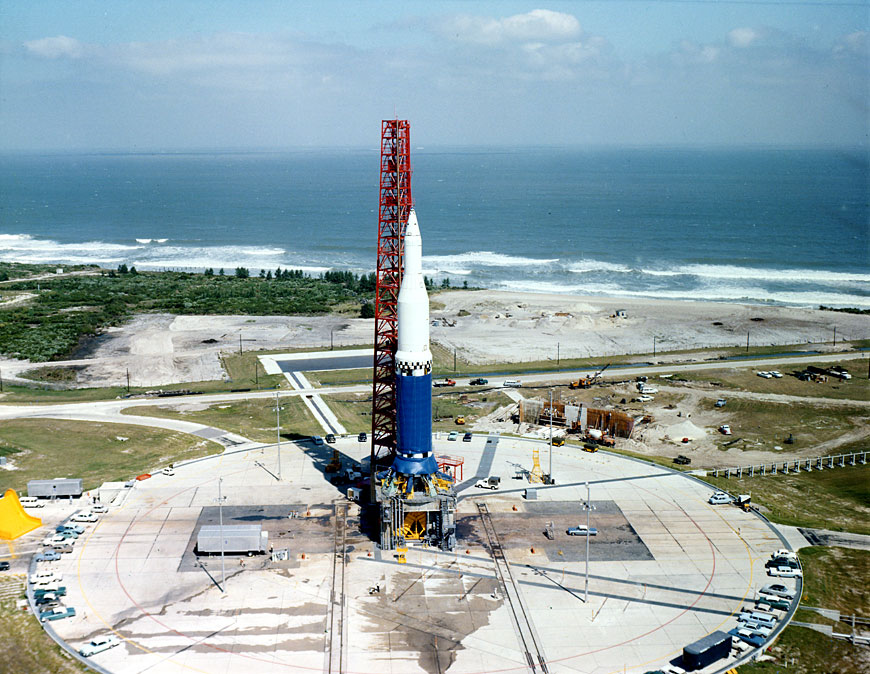
LC34 vor dem Start einer Saturn I mit blauem Regenschutz

Der Space Launch Complex 34 (SLC-34) ist eine nicht mehr genutzte Startrampe der Cape Canaveral Space Force Station (ehemals CCAFS) auf Merritt Island, Cape Canaveral in Florida, USA. 
Der Bau des Startkomplexes begann im Juni 1959. Er wurde zusammen mit dem Space Launch Complex 37 im Rahmen des Apollo-Programms zum Start der Saturn I- und Saturn-IB-Raketen erbaut.
Zwischen 1961 und 1968 wurden von hier vier Saturn I und drei Saturn IB gestartet. Danach wurde der Startkomplex für einen möglichen Start im Rahmen des Skylab-Programms bereitgehalten. Man entschied sich aber später für den Startkomplex LC-39. LC-34 wurde daraufhin im November 1971 stillgelegt.
Am 27. Januar 1967 kam es hier bei der Mission AS-204 (später als Apollo 1 bezeichnet) zu einer Katastrophe, bei der die Raumfahrer Virgil Grissom, Edward White und Roger Chaffee in einem Feuer ums Leben kamen. Heute erinnert eine Gedenktafel an diese Katastrophe. 
Am 11. Oktober 1968 startete als erste bemannte und letzte Mission von LC-34 Apollo 7. Dies war gleichzeitig der letzte bemannte US-Start, der nicht vom LC-39 aus stattfand, bis 2024 die Mission SpaceX Crew-9 vom SLC-40 startete.
Am 16. April 1984 wurde LC-34 als Teil der Cape Canaveral Air Force Station zum National Historic Landmark erklärt.
Er kann im Rahmen der "Cape Canaveral: Then & Now Tour" vom Besucherzentrum des Kennedy Space Center aus besichtigt werden.

## Startliste
| Datum             | Zeit (UTC) | Raketentyp | Seriennummer | Mission / Nutzlast | Anmerkungen                                 |
| ----------------- | ---------- | ---------- | ------------ | ------------------ | ------------------------------------------- |
| 27. Oktober 1961  | 15:06      | Saturn I   | SA-1         | SA-1               | Erster Start einer Saturn I                 |
| 25. April 1962    | 14:00      | Saturn I   | SA-2         | SA-2               |                                             |
| 16. November 1962 | 17:45      | Saturn I   | SA-3         | SA-3               |                                             |
| 28. März 1963     | 20:11      | Saturn I   | SA-4         | SA-4               |                                             |
| 26. Februar 1966  | 16:12      | Saturn IB  | AS-201       | AS-201             | Erster Start einer Saturn IB und Apollo CSM |
| 25. August 1966   | 17:15      | Saturn IB  | AS-202       | AS-202             |                                             |
| 11. Oktober 1968  | 15:02      | Saturn IB  | AS-205       | Apollo 7           | Erster bemannter Apollo Start               |